# Cantó de Condé-sur-Noireau
El cantó de Condé-sur-Noireau és un cantó francès del departament de Calvados, situat al districte de Vire. Té 11 municipis i el cap es Condé-sur-Noireau.

## Municipis
- La Chapelle-Engerbold
- Condé-sur-Noireau
- Lassy
- Lénault
- Périgny
- Pontécoulant
- Proussy
- Saint-Germain-du-Crioult
- Saint-Jean-le-Blanc
- Saint-Pierre-la-Vieille
- Saint-Vigor-des-Mézerets

## Història
| Data d'elecció                           | Identitat       | Partit                     | Qualitat |
| ---------------------------------------- | --------------- | -------------------------- | -------- |
| 1945-1955                                | Dr. Bazin       | Divers droite              |          |
| 1967-1973                                | M. Cornilleau   | Divers droite              |          |
| 1973-1998                                | Maurice Piard   | Divers droite              |          |
| 1998-                                    | Pascal Allizard | Divers droite, després UMP |          |
| les dades anteriors no són pas conegudes |                 |                            |          |
|                                          |                 |                            |          |

## Demografia
| A partir de 1990: Població sense dobles comptes |